# Лунка Четацуиј (Јаши)
Лунка Четацуиј (рум. Lunca Cetățuii) насеље је у Румунији у округу Јаши у општини Чуреа. Oпштина се налази на надморској висини од 65 m.

## Становништво
Према подацима из 2002. године у насељу је живело 5078 становника.

### Попис2002.
| Расподела становништва по националности 2002.‍ | Расподела становништва по националности 2002.‍ | Расподела становништва по националности 2002.‍ | Расподела становништва по националности 2002.‍ | Расподела становништва по националности 2002.‍ |
| --------------------------------------------- | --------------------------------------------- | --------------------------------------------- | --------------------------------------------- | --------------------------------------------- |
|                                               |                                               |                                               |                                               |                                               |
| Румуни                                        | Румуни                                        |                                               | 4.468                                         | 88,0%                                         |
| Роми                                          | Роми                                          |                                               | 595                                           | 11,7%                                         |
| Италијани                                     | Италијани                                     |                                               | 12                                            | 0,2%                                          |